# Ahdil
Ahdil (arabisch أهديل, Zentralatlas-Tamazight ⴰⵀⴷⵉⵍ Ahdil) ist eine Stadt in der Provinz Chichaoua im westlichen Zentral-Marokko. Das Zentrum liegt elf Kilometer von der Stadt Chichaoua entfernt.
Bei der Volkszählung im Jahr 2004 hatte die Gemeinde 11.764 Einwohner, die sich auf 1667 Haushalte aufteilten.

## Wirtschaft
Tourismus und Landwirtschaft sind nicht zuletzt aufgrund der Bewässerungsprobleme schwach entwickelt, die bäuerliche Bevölkerung lebt von der Ziegenhaltung. Ahdil liegt an der Straße R 207.